# جون إل. وليامز
جون إل. وليامز (بالإنجليزية: John L. Williams)‏ هو لاعب كرة قدم أمريكية أمريكي، ولد في 23 نوفمبر 1964 في بالاتكا في الولايات المتحدة.

## وصلات خارجية
- جون إل. وليامز على موقع مرجع كرة القدم المحترفة.كوم (الإنجليزية)